# Air Batumi
Air Batumi — грузинська авіакомпанія зі штаб-квартирою в Батумі, Грузія.

## Діяльність
Авіакомпанія виконує чартерні та регулярні рейси з аеропортів Батумі і Тбілісі.

## Флот
Станом на лютий 2013 року авіапарк авіакомпанії складається з двох літаків Fokker 100
Раніше в експлуатації був також літаків Boeing 737
1. ↑  Флот авіакомпанії на airfleets. Архів оригіналу за 24 серпня 2017. Процитовано 24 серпня 2017.